# Club Atlético Huracán
|  | No s'ha de confondre amb Huracan (desambiguació). |

El Club Atlético Huracán és un club de futbol argentí de la ciutat de Buenos Aires. També disposa de secció d'hoquei patins.

## Història
Tot i que el club fou fundat oficialment l'1 de novembre de 1908, alguns documents parlen d'una fundació prèvia el 15 de maig de 1903. El seu gran rival local és el San Lorenzo.
Localitzat al barri de Parque Patricios, el club visqué el seu moment de glòria durant el Metropolitano de 1973, quan guanyà el seu únic títol professional argentí. També ha guanyat els títols de segona divisió les temporades 1989/90 i 1999/2000. A més havia guanyat el campionat amateur els anys 1921, 1922, 1925 i 1928.
Los Angeles de Cappa
Després de complir amb campanyes mitjanament satisfactòries durant els anys 2007 i 2008, en el Torneo Clausura 2009, l'equip, que va comptar amb la decisiva participació de Mario Bolatti, Javier Pastore, Matías Defederico i altres, amb Àngel Cappa a la direcció tècnica, va desplegar un joc vistós que va rescatar l'essència d'un estil que semblava oblidat, complint una actuació els ecos de la qual perduren en el temps. Es van reflotar les arrels de bon futbol del club, provocant una adhesió de simpatitzants d'altres equips, en una àmplia franja del país. Huracàn va recollir 38 punts, aconseguint el segon lloc, després del campió, Vélez Sarsfield. S'hi va enfrontar a l'Estadi José Amalfitani, caient per 0:1 a vuit minuts del final, en un partit ple d'irregularitats, i amb un gol mal anul·lat d'Eduardo Domínguez, inclosa la falta contra l'arquer Montsó, que va derivar en el gol del títol per Vélez Sarsfield. Aquest fet, va originar una protesta formal del club davant l'AFA i el reconeixement d'un ampli espectre d'opinió a la campanya de l'equip, al punt que el prestigiós diari esportiu Olé el va consagrar com el segon millor equip de l'any, per sobre dels dos campions, Vélez Sarsfield i Banfield, i només darrere del subcampió mundial, Estudiantes. Així mateix Mario Bolatti va ser triat el segon millor jugador, després de Sebastián Verón, Javier Pastore va ser, segons el mateix diari, la revelació de l'any, i l'entrenador Ángel Cappa el millor director tècnic
```
Alineació:
22 
Gastón Monzón

4 
Carlos Araujo

2 
Paolo Goltz

25 
Eduardo Domínguez

3 
Carlos Arano

18 Patricio Toranzo
28 
Mario Bolatti

11 
César González

16 
Javier Pastore

20 
Matías Defederico

19 
Federico Nieto

DT: 
Ángel Cappa
```

Altres integrants del planter :Lucas Calviño, Kevin Cura, Ezequiel Filippetto, Leandro Díaz, Gastón Esmerado, Gastón Beraldi, Alan Sánchez, Luciano Nieto, Leonardo Medina, Ariel Colzera.

## Palmarès
- 5 Lliga argentina de futbol: 1921, 1922, 1925, 1928, Metropolitano 1973
- 2 Lliga argentina de segona divisió: 1989/90, 1999/2000

## Jugadors destacats
- Osvaldo Ardiles (1975-1977)
- Carlos Babington (1969-1974, 1979-1982)
- Claudio Borghi (1991)
- Miguel Ángel Brindisi (1967-1976, 1978-1980)
- Héctor Cúper (1988-1992)
- Alfredo Di Stéfano (1946-1947)
- Narciso Horacio Doval (1971)
- Luis González (1998-2002)
- René Houseman (1973-1980)
- Omar Larrosa (1972-1976)
- Atilio Mellone (1944)
- Pedro Monzón (?)
- Hugo Morales (1992-1995)
- Claudio Morresi (1980-1985)
- Oscar Ortíz (1981-1982)
- Adolfo Pedernera (1932-1933, 1948, 1954)
- Sixto Peralta (1996-1999)
- Héctor Pineda (1993-1995)
- Eduardo Ricagni (1952)
- Rubén Omar Romano (1978-1980)
- José Serrizuela (1991-1992)
- Guillermo Stábile (1920-1930)
- Héctor Yazalde (1981)
- Ángel Tulio Zof (?)